# Séisme de 2019 à Yamagata
Le Séisme de 2019 à Yamagata (japonais : 山形県沖地震,) est un tremblement de terre qui s'est produit à au large des préfectures de Niigata et Yamagata le 18 juin 2019 à 22 h 22 (heure locale),,. Magnitude était de 6,4. Quarante-trois personnes ont été blessées dans le séisme,.